# NetBSD
A NetBSD egy unix-szerű szabad operációs rendszer.
A NetBSD egyike a szabad 4.4BSD-Lite leszármazottaknak. A három jelentős BSD terjesztés közül kb. a FreeBSD-vel egyszerre jött létre, az OpenBSD pedig a NetBSD-ből vált ki, Theo de Raadt vezetésével, aki egyike volt a NetBSD projekt alapítóinak. A NetBSD projekt célja az, hogy minél több hardver architektúrát támogasson. Jelenleg is számos architektúrát támogat, köztük sok olyat is, amelyet más szabad operációs rendszer nem. NetBSD esetén a többi BSD-ben ports-nak hívott alkalmazásgyűjteményt pkgsrc-nek hívják.
A pkgsrc 2007-ben 23 platformot támogatott és több mint 17 500 csomagot tartalmazva.